# Отело (британски филм из 1965)
Отело (енгл. Othello) је британска филмска адаптација истоимене трагедије Вилијама Шекспира. То је једина филмска адаптација неког Шекспировог дела у којој су сви главни и споредни глумци номиновани за Оскара.
... Опис радње ...

## Улоге
| Глумац         | Улога         |
| -------------- | ------------- |
| Лоренс Оливије | Отело         |
| Меги Смит      | Дездемона     |
| Џојс Редман    | Емилија       |
| Френк Финли    | Јаго          |
| Дерек Џекоби   | Михаило Касио |
| Роберт Ланг    | Родриго       |